# Ferenc Varga
Ferenc Varga, född 3 juli 1925 i Romhány, Nógrád, död 17 januari 2023, var en ungersk kanotist.
Varga blev olympisk bronsmedaljör i K-2 10000 meter vid sommarspelen 1952 i Helsingfors.